# Bottega Veneta
Bottega Veneta — італійський бренд одягу та будинок високої моди, відомий шкіряними виробами, які продаються по всьому світу, а також чоловічим та жіночим одягом. Ательє розташоване в віллі XVIII століття в Монтебелло-Вісентіно, штаб-квартира розташована в Лугано, Швейцарія, з офісами в Мілані та Віченце, Італія.
Бренд заснований Мікеле Таддеі та Ренцо Зенджаро в 1966 році в Віченці, Венето на північному сході Італії. Основним продуктом спочатку були вироби зі шкіри.
У вісімдесятих роках Боттега вперше отримала велике визнання як відомих артистів, так і знаменитостей. Постійним покровителем, наприклад, був Енді Воргол.
У 2001 році компанія Bottega Veneta була придбана компанією Gucci Group, а зараз є частиною французької багатонаціональної групи Kering. У вересні 2016 року було оголошено про те, що Клаус-Дітерріх Лахрес буде призначений головним виконавчим директором, замінивши Карло Беретту.
З 2018 року креативним директором бренду є Деніель Лі.

## Бутики
Відкрито 251 бутик у 43 країнах, які належать Bottega Veneta, а їх продукція поширюється по всій Європі, Азії, Австралії, Південній Америці та Північній Америці.
У вересні 2013 року Bottega Veneta представила свій перший «Maison» в історичній будівлі на міланській вулиці Via Sant'Andrea. Бутик площею 11488 квадратних метрів першим розміщує всі товари бренду, в тому числі його шкіряні вироби, чоловіче та жіноче взуття, прикраси, окуляри, парфуми, сумки, меблі та домашні колекції. Компанія планує відкрити ще один «Maison», подібного масштабу, у Нью-Йорку. У 2015 році компанія Bottega Veneta оголосила про відкриття першого спеціалізованого домашнього бутика в Італії, Via Borgospesso в Мілані. Розташований у XVIII столітті Палаццо Галлараті Скотті, бутик на першому поверсі площею 2207 квадратних метрів був розроблений творчим директором Bottega Veneta Томасом Майєром, який представив свої меблі, освітлення, настільні та прикраси для дому. В травні 2016 року «Боттега Венета» відкрила свій другий будинок у Беверлі-Гіллз.